# Mohamed Bacar
El coronel Mohamed Bacar (5 de mayo de 1962, Barakani, Anjouan) fue el presidente de Anjouan, una de las tres islas autónomas que conforman la Unión de las Comoras, desde 2001 hasta 2008. Él es también el exjefe de policía de Anjouan.

## Biografía
Mohamed Bacar nació en la población de Barakani, en la isla de Anjouan, el 5 de mayo de 1962, en aquella época esta isla era parte de la colonias francesas.
Él estudió íntegramente entre Francia (metropolitana) y Estados Unidos. Fue parte del golpe de Estado en Anjouan en 2001, tras lo cual se convertiría en presidente, aunque en la práctica era un dictador autoritario.
Se dice que amañó las elecciones para convertirse en el presidente de Anjouan en 2002, sobre todo por su papel en el movimiento separatista. Fue derrocado en 2008 por las fuerzas combinadas del Gobierno de la Unión de las Comoras y la Unión Africana en la operación Democracia en Comoras.
Tras su derrocamiento, el coronel Bakar ha estado exiliado, viviendo en la isla de Mayotte (Francia) y en Benín. El Estado de las Comoras emitió una orden de arresto internacional contra Bacar y su familia, con lo que esperaba la extradición a las Comoras cuando éste se encontraba en Reunión, y contando con los servicios del abogado francés Jacques Vergès. Esta solicitud fue rechazada porque el Estado de las Comoras no pudo presentar ni una sola prueba ante el Juzgado de los cargos contra Bacar. Por ello, se consideró que la vida del excoronel corría un grave peligro si era devuelto a las Comoras.
A finales de 2014, Mohamed Bacar informó al periódico France Mayotte Matin de su intención de volver a las Comoras en 2015, e incluso postularse a las elecciones a presidente de la Unión de las Comoras.